# Taviodes excisa
Taviodes excisa là một loài bướm đêm trong họ Noctuidae.